# Raffaella Petrini
Pour les articles homonymes, voir Petrini.
Raffaella Petrini, née le 15 janvier 1969 à Rome, est une religieuse italienne, membre des Sœurs franciscaines de l'Eucharistie (en). Enseignant l'économie, la sociologie et la doctrine sociale de l’Église à l'université, elle est nommée le 4 novembre 2021 secrétaire du Gouvernorat de l'État de la Cité du Vatican. Elle est présidente du Gouvernorat et de la Commission pontificale depuis le 1er mars 2025. Elle est la première femme à exercer ces fonctions.

## Biographie

### Jeunesse et formation
Née à Rome le 15 janvier 1969, Raffaella Petrini étudie les sciences politiques à la Libera Università Internazionale degli Studi Sociali, puis obtient un master en science du comportement organisationnel acquis à la Barney School of Business, département de l'université de Hartford. Elle est également titulaire d'un doctorat en sciences sociales,.
Raffaella Petrini devient religieuse parmi les Sœurs franciscaines de l'Eucharistie (en). Elle prononce ses vœux perpétuels en 2007.

### Enseignement
Après ses études sanctionnées par un doctorat, elle obtient[Quand ?] un poste de professeur à l'université pontificale Saint-Thomas-d'Aquin, où elle enseigne l’économie et la sociologie des processus économiques, puis la doctrine sociale de l’Église et la sociologie de la santé.
En 2005, elle travaille à la congrégation pour l'évangélisation des peuples.

### Secrétaire générale du Gouvernorat du Vatican
Le 4 novembre 2021, le pape François nomme Raffaella Petrini secrétaire du Gouvernorat de l'État de la Cité du Vatican. C'est la première femme à occuper ce poste,.
Le 13 juillet 2022, Raffaella Petrini est nommée membre du Dicastère pour les évêques, organe chargé de sélectionner les futurs évêques. Avec María Lía Zervino et Yvonne Reungoat, elle est l'une des trois premières femmes à accéder à cette fonction,.

### Présidente du Gouvernorat et de la Commission pontificale du Vatican
Le 19 janvier 2025, le Vatican annonce qu'elle présidera le Gouvernorat de l'État de la Cité du Vatican et la Commission pontificale pour l'État de la Cité du Vatican, à compter du 1er mars 2025,. C'est la première femme à occuper cette fonction. Elle est reconduite comme présidente du gouvernorat à titre temporaire ainsi que les autres responsables de dicastères à l'issue du conclave de 2025, le 9 mai, par le pape Léon XIV.